# Andrés González de Barcia
Andrés González de Barcia Carballido y Zúñiga (?, 1673 - Madrid, 4 de noviembre de 1743) fue un político, bibliófilo, bibliógrafo, historiador y comediógrafo español y uno de los miembros fundadores de la Real Academia Española.

## Biografía
Hay divergencias en cuanto a dónde nació. Aunque algunos autores argumentan que su tierra es Galicia, Cayetano Alberto de la Barrera le hizo natural de Madrid, creyendo la noticia que dio fray Pablo Yáñez de Avilés, y así aparece en su biografía en la Real Academia Española. En la Villa y Corte trabajó como abogado antes de entrar en 1706 al servicio del monarca Felipe V y fue progresando (fue Superintendente del Real Aposento de la Corte y luego Juez privativo de Rentas reales y Millones y de los negocios pendientes de la Junta de la Visita de la Real Hacienda), hasta convertirse (1729) en miembro del Supremo Consejo y Cámara de Castilla y asesor de Guerra y Gobernador de la Sala de Alcaldes y Cortes. Apoyó a su amigo el preilustrado Melchor de Macanaz, brazo derecho del rey, hasta su caída en desgracia en 1715.
Sus actividades como político no le impidieron publicar durante su juventud gran número de poesías y estrenar comedias bajo distintos pseudónimos (Don Ibón, etc.) y anagramas (como García Aznar Vélez) por los últimos años del siglo XVII y primeros del XVIII; entre las segundas, según La Barrera, están Los mártires de Ávila o La piedra de Vicente; Mayor afecto hay que celos; El saco de la gran Casa de la Meca; El Apóstol de la Grecia, San Andrés; El gran profeta Eliseo; El sol obediente al hombre; ¿Qué es la ciencia de reinar?; También hay piedad con celos, estas tres últimas publicadas en la Parte cuarenta y ocho (1704) de comedias.
Estas aficiones le hicieron ser asiduo a la tertulia literaria que se celebraba regularmente en la casa del Marqués de Villena, Juan Manuel Fernández Pacheco, germen de lo que en 1713 se fundó con el nombre de Real Academia Española, en la cual el propio González de Barcia fue miembro fundador y en cuyo Diccionario de Autoridades (1726) colaboró. Reeditó obras sobre las Indias Occidentales y diez de sus ediciones de historiadores de Indias aparecieron póstumas a partir de 1749. Publicó como autor el Ensayo para la historia de la Florida contiene los descubrimientos y principales sucesos acaecidos en este gran Reino á los españoles, franceses, suecos, dinamarqueses, ingleses, y otras naciones entre sí, y con los indios; cuyas costumbres, genios, idolatría, gobierno, batallas y astucias se refieren; y los viages de algunos capitanes y pilotos por el mar del Norte á buscar paso á Oriente, ó unión de aquella tierra con Asia, desde el año 1512 que descubrió la Florida Juan Ponce de León hasta el de 1722 (1723) bajo el pseudónimo de don Gabriel de Cárdenas y Cano. Suya es también una especie de farsa teatral burlesca sobre Don Quijote, con enmiendas de letra del propio autor.
Fue un destacado americanista y amigo de Gregorio Mayáns y Siscar, a quien conoció en 1727, aunque sólo fue a partir de 1733, cuando Mayáns se establece en Madrid, es cuando empiezan a verse bastante y desde 1739 cuando empiezan a intercambiar mucha correspondencia; fue Barcia quien incitó a Mayáns a escribir contra la España primitiva de Francisco Javier de la Huerta y Vega, episodio que impulsó el alejamiento de Mayáns de la Corte.
Barcia reeditó con importantes ampliaciones en tres tomos el Epítome de la Bibliotheca Oriental y Occidental Náutica y Geográfica (1737-1738) de Antonio de León Pinelo, publicado por primera vez en 1629. Es un importante trabajo bibliográfico y su edición puede considerarse una obra nueva y suya propia, ya que multiplica por quince el número de libros colacionados. También dedicó mucho tiempo a elaborar una ampliación al trabajo de Nicolás Antonio en latín bajo el título de Additiones ad Bibliothecam Hispanam cuyos borradores carentes de foliación se conservan en la Biblioteca Nacional de Madrid. Décadas más tarde los que refundieron la Bibliotheca Hispana nova de Nicolás Antonio tuvieron su aportación en cuenta.

## Obras

### Teatro
- Los peligros por amar (1695)
- La esclavitud en su patria, o los esclavos en Nápoles (1696)
- Los mártires de Ávila o La piedra de Vicente
- Mayor afecto hay que celos
- El saco de la gran Casa de la Meca (1695)
- El Apóstol de la Grecia, San Andrés (1695)
- El gran profeta Eliseo (1697)
- El sol obediente al hombre, Madrid, 1704.
- ¿Qué es la ciencia de reinar?, Madrid, 1704.
- También hay piedad con celos, Madrid, 1704.

### Historia
Se incluye aquí tanto el Ensayo para la historia de la Florida, obra en que figura como autor bajo su pseudónimo Gabriel de Cárdenas Z Cano, como las obras historiográficas en las que ejerce de editor. 
- Historia general del Perù :trata, el descubrimiento, de el, y como lo ganaron, los españoles, las guerras civiles, que huuo entre Pizarros, y Almagros sobre la partija de la tierra, castigo y le / escrita por el Ynca Garciaso de la Vega, capitan de su magestad, &c dirigida a la limpisima Virgen Maria, madre de Dios y señora nuestra (1722)
- Primera parte de los commentarios reales, que tratan de el origen de los incas, reies que fueron del Perù, de su idolatria, leies y govierno en paz y en guerra de sus vidas y conquistas y de todo lo que fue aquel imperio y su Republica, antes que los españoles pasaran à èl / escritos por el inca Garcilaso de la Vega, natural de Cozco y capitan de su magestad dirigidos al rei nuestro señor (1723)
- La Florida del Inca: historia del adelantado, Hernando de Soto, gobernador y capitan general del reino de la Florida y de otros heroicos caballeros, españoles e indios (1723)
- Ensayo para la historia de la Florida contiene los descubrimientos y principales sucesos acaecidos en este gran Reino á los españoles, franceses, suecos, dinamarqueses, ingleses, y otras naciones entre sí, y con los indios; cuyas costumbres, genios, idolatría, gobierno, batallas y astucias se refieren; y los viages de algunos capitanes y pilotos por el mar del Norte á buscar paso á Oriente, ó unión de aquella tierra con Asia, desde el año 1512 que descubrió la Florida Juan Ponce de León hasta el de 1722 (1723)
- Primera parte de los veinte i un libros rituales i Monarchia Indiana, con el origen de los indios occidentales, de sus poblaciones, descubrimiento, conquista, conuersión y otras cosas marauillosas de la misma tierra, distribuydos en tres tomos (1723)
- Historia general de los hechos de los castellanos em las Islas i Tierra Firme del Mar Océano [Décadas] (1725-1730)
- Origen de los indios de el Nuevo Mundo e Indias Occidentales (1729)
- La Araucana (1733)
- Historiadores primitivos de las Indias Occidentales (1749)